# Sankt Margarethen im Burgenland
Sankt Margarethen im Burgenland é um município da Áustria localizado no distrito de Eisenstadt-Umgebung, no estado de Burgenland.